# مردمان ژاپنی
مردمان ژاپنی (به ژاپنی: 日本人) قومی هستند که بومیان کشور ژاپن می‌باشند. ژاپنی‌ها ۹۸٫۵ درصد جمعیت کشورشان را تشکیل می‌دهند. در جهان حدود ۱۳۰ میلیون ژاپنی زندگی می‌کنند که از این شمار حدود ۱۲۷ میلیون نفر در این کشور هستند.

## زبان
زبان ژاپنی زبانی است که در گذشته به عنوان زبان ایزوله شناخته می‌شد؛ این به زبان‌های ریوکیویی مرتبط است. زبان ژاپنی یک سامانه نوشتاری سه جانبه با استفاده از هیراگانا، کاتاکانا و کانجی دارد. مردم ژاپنی عمدتاً از ژاپنی اولیه برای تعامل روزانه استفاده می‌کنند. میزان سواد بزرگسالان در ژاپن بیش از ۹۹ درصد است.
کانجی‌ها همان علایمی هستند که هر یک به تنهایی بیان‌کننده یک واژه هستند. کانجی‌های استاندارد ژاپن در حدود ۲۰۰۰ هستند؛ و کانجی‌ها اصولاً از زبان چینی گرفته شدند. تا سده هفت ژاپن دارای خط نبود و خط را از چین گرفت.

## دین
دین عمومی در ژاپن به‌طور سنتی، تلفیق‌گرایی در طبیعت بوده‌است که تلفیقی از آیین بودایی و شینتو است. ۸۰ تا ۹۰ درصد ژاپنی‌ها به شینتو باور دارند.
مسیحیت در ژاپن نیز وجود دارد، هرچند این گروه کمتر از ۲ درصد جمعیت ژاپن را تشکیل می‌دهند.

## ادبیات
نخستین آثار ادبیات ژاپنی به‌شدت تحت تأثیر ارتباطات فرهنگی با چین و ادبیات چینی سروده شدند. این آثار به زبان چینی کلاسیک سروده می‌شدند. ادبیات هندی نیز با گسترش بودیسم در ژاپن بر ادبیات این کشور تأثیر گذاشت. اما در نهایت هنگامی که نویسندگان ژاپنی شروع به نوشتن دربارهٔ ژاپن کردند توانستند سبک خاص خود را توسعه بخشند اما همچنان تأثیر ادبیات چینی و چینی کلاسیک را می‌شد تا پایان دورهٔ ادو در این آثار مشاهده کرد.

## هنر
هنر ژاپنی دربرگیرنده بسیاری از رشته‌ها، از جمله معماری، نقاشی، بافندگی، سفال‌گری، موسیقی، سینما، مانگا، خوشنویسی، فلزکاری، چاپ‌های چوبی، اُریگامی، باغ‌سازی و آشپزی می‌باشد.

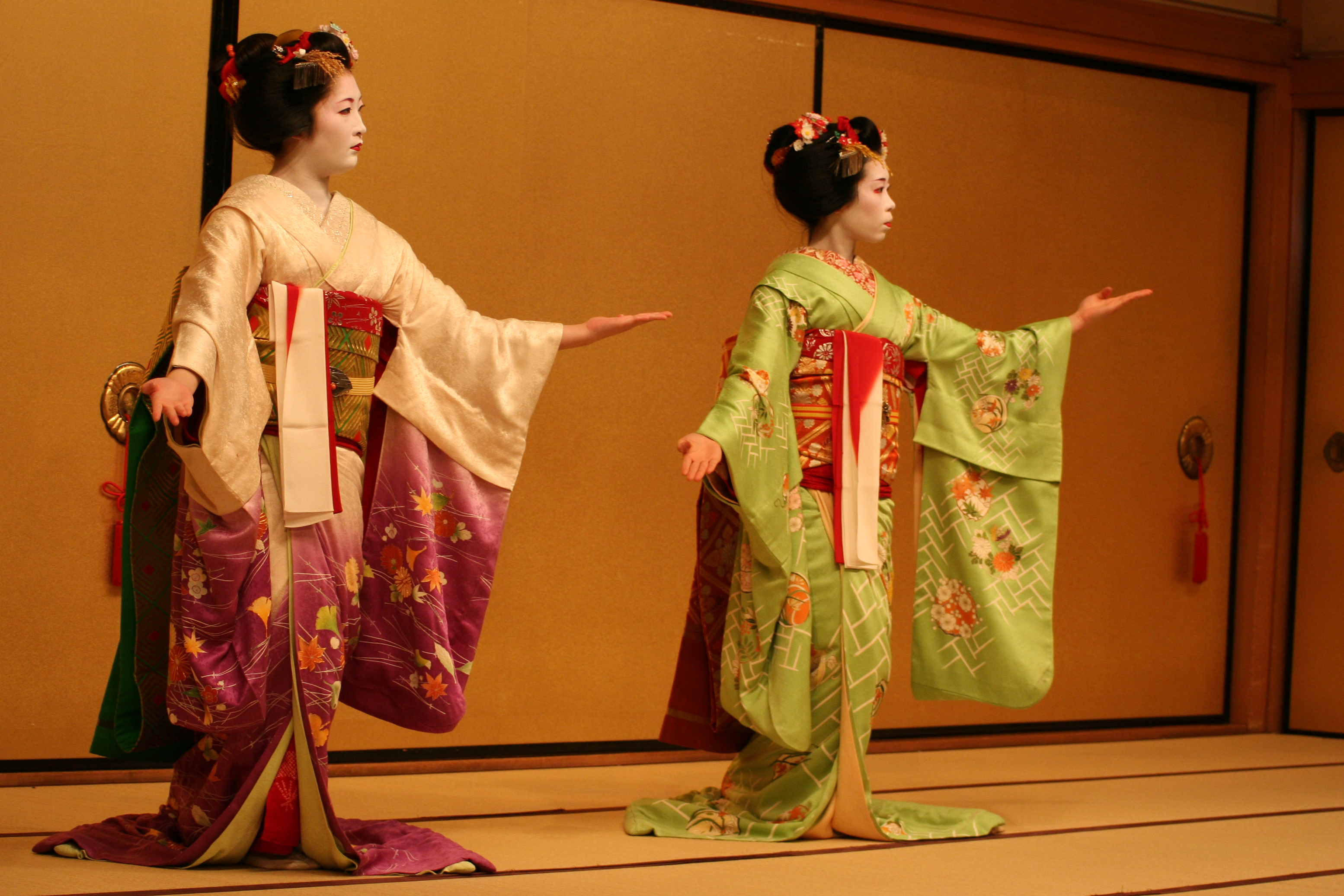
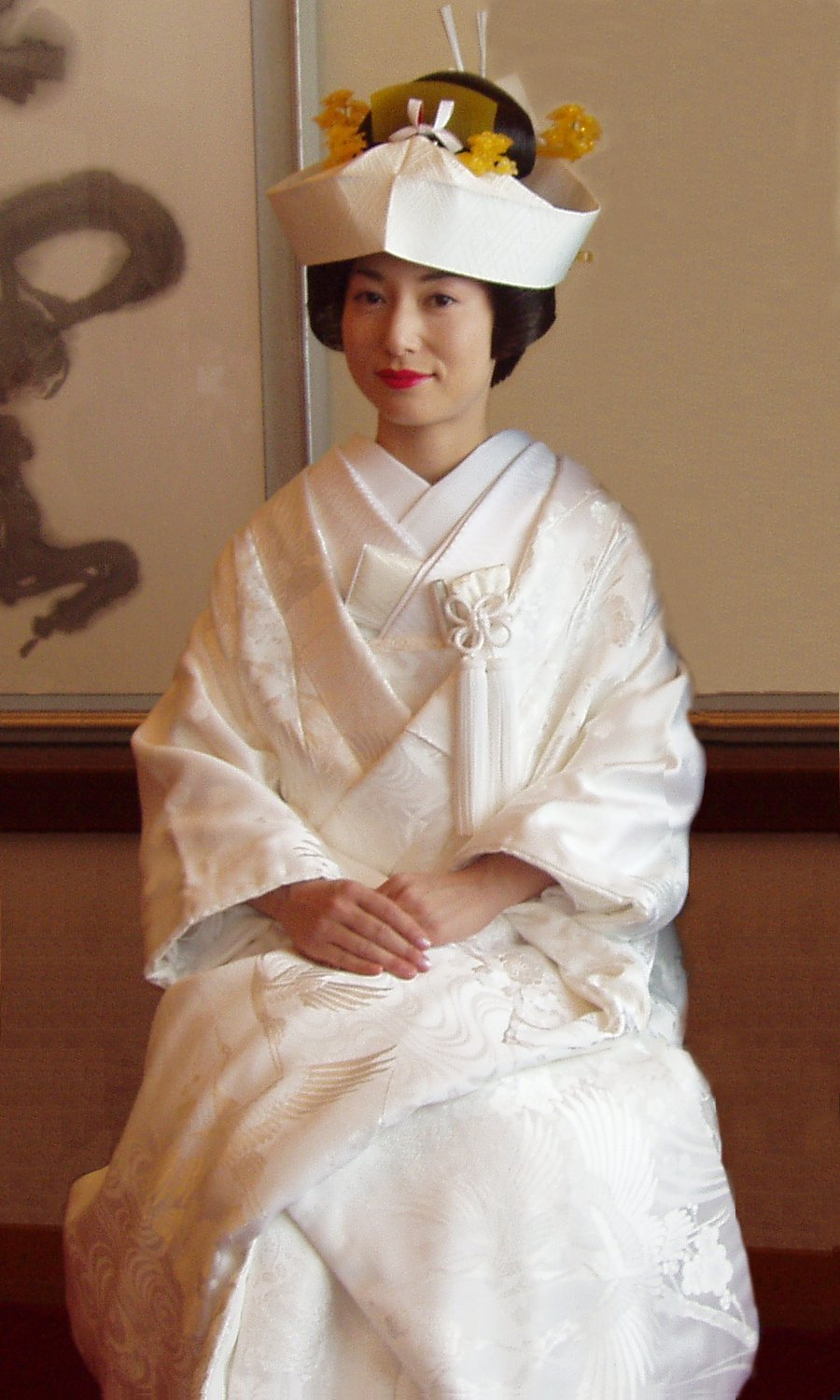

### معماری ژاپنی
معماری ژاپنی را به شکل عرفی با ساختمان‌های چوبی، با ارتفاع کم و سقف‌های سفالی یا کاهگلی می‌شناسند. در این ساختمان‌ها درهای کشویی (فوسوما) به جای دیوار به کار برده می‌شوند و به این ترتیب این امکان را به دست می‌دهند که پیکربندی فضاهای داخلی را، بسته به موقعیت، بتوان تغییر داد.

## تاریخ ژاپن
تاریخ ژاپن شامل تاریخ رشته جزیره‌های ژاپن و مردم ژاپن است و از دوران پیش از تاریخ، تا تاریخ نوین این کشور به عنوان یک دولت-ملت را در بر می‌گیرد. نخستین ارجاع شناخته‌شده نوشتاری به ژاپن در قرن اول میلادی و در مجموعه متن‌های چینی بیست و چهار تاریخ دیده می‌شود. با این حال شواهد حاکی از آن است که بشر از اواخر دوران پارینه‌سنگی در جزیره‌های ژاپن زندگی می‌کرده‌است. تا پایان آخرین عصر یخبندان، ژاپن از طریق خشکی با قاره اوراسیا پیوند داشت. آب شدن یخ‌ها باعث جدا شدن جزیره‌های ژاپن از خشکی‌های قاره اوراسیا شد. الگوهای باثبات زندگی و نشانه‌های تمدن با فرهنگ جومون (از پایان عصر یخبندان تا هزاره نخست پیش از میلاد) ظاهر شد و از حدود پانصد سال پیش از میلاد در زمانی که به دوره یایویی مشهور است، کار با آهن‌آلات آغاز شد. در پایان همین دوران، جمعیت زیادی از شبه جزیره کره به سرزمین‌های ژاپن مهاجرت کردند.

## شهروندی
ماده ۱۰ قانون اساسی ژاپن اصطلاح ژاپنی را بر اساس ملیت ژاپنی تعریف می‌کند. مفهوم گروه‌های قومی توسط آمار ژاپن با سرشماری قومی آمریکای شمالی یا برخی آمار غربی اروپایی متفاوت است. به عنوان مثال، سرشماری بریتانیا بر اساس پیشینه نژادی و قومی است که جمعیت کل بریتانیا را بدون توجه به ملیت‌های خود ترکیب می‌کند. پروفسور جان لا، از دانشگاه کالیفرنیا، برکلی، بر خلاف باور عمومی که ژاپن به لحاظ قومی یکسان است، ژاپن را به عنوان یک جامعهٔ چند ملیتی توصیف می‌کند. حتی چنین ادعاهایی از سوی دیگر بخش‌های جامعه ژاپن مانند نخست‌وزیر پیشین ژاپن، تارو آسو، که قبلاً ژاپن را به عنوان یک ملت «یک نژاد، یک تمدن، یک زبان و یک فرهنگ» توصیف کرده‌است، رد کرده‌است.